# Aresing
Aresing település Németországban, azon belül Bajorországban. Lakosainak száma 3054 fő (2023. december 31.).

## Népesség
A település népessége az elmúlt években az alábbi módon változott:
| Lakosok száma | 600  | 862  | 2021 | 2341 | 2740 | 2722 | 2728 | 2787 | 2957 | 3054 |
|               | 1875 | 1950 | 1975 | 1987 | 2012 | 2014 | 2016 | 2017 | 2021 | 2023 |